# Melanchra japonibia
Melanchra japonibia är en fjärilsart som beskrevs av Felix Bryk 1942. Melanchra japonibia ingår i släktet Melanchra och familjen nattflyn. Inga underarter finns listade i Catalogue of Life.